# Liberian American Swedish Mining Company
Liberian American Swedish Mining Company (LAMCO) var ett liberianskt-amerikanskt-svenskt gruvföretag som bröt järnmalm i norra Liberia vid Nimbamassivet. 

## Historia
Lamco Joint Venture (LJV) bildades 1957 och ägdes till 75% av the Liberian Americo-Swedish Minerals Co, Lamco, och till 25% av amerikanska Bethlehem Steel Corporation. Lamco ägdes i sin tur till hälften var av liberianska staten och Liberia Ore Ltd. Det senare företaget ägdes till sin huvuddel av Svenska Lamco-syndikatet och till en mindre delo av amerikanska investerare. I Svenska Lamcosyndikatet hade Grängesbergsbolaget/TGO (Trafik AB Grängesberg-Oxelösund, senare Gränges AB) ett majoritetsägande och i övrigt ingick Sentab inom Skånska Cementgjuteriet (Skanska) och företag inom Wallenbergsfären. Gränges, som hade medel i kassan efter försäljning av sina aktier i LKAB till svenska staten, svarade dessutom enligt avtal med Lamco Joint Venture för försäljning och sjötransporter. Lamco hade en koncession till 2023 för brytning av 225 miljoner ton malm av en avgränsad malmfyndighet nära gränsen till Guinea. Sammanlagt investerades 250 miljoner USD i projektet. Det var därmed det största u-landsinvesteringsprojekt, som ett svenskt företag svarat för. Produktionen i gruvan började 1963. Bolaget byggde en 27 mil lång järnväg mellan gruvan och staden Buchanan vid kusten, där också en malmlastningshamn byggdes samt ett kulsinterverk, som öppnades 1968. Under investeringsfasen var 11.600 personer sysselsatta. Svenska staten var också inblandad, om än marginellt, genom att Sida finansierade hälften av en yrkesskola i Yekepa.
Under 1970-talet var Liberia en av världens största leverantörer av järnmalm. Gruvproduktionen svarade då för mer än hälften av landets export. Mot slutet av 1970-talet sjönk lönsamheten som en effekt av överkapacitet i världsproduktionen. Diskussioner fördes med Guinea om att exploatera rikliga järnmalmsfyndigheter nära gränsen till Liberia och Nimba, och att då utnyttja den befintliga infrastrukturen i järnväg och hamnanläggning i Buchanan. Detta ledde dock inte till någon överenskommelse. 
Under 1980-talet förändrades den politiska situationen i Liberia, och så småningom hamnade landet i kaos. Lamco avvecklades 1988, och ett liberianskt företag, Delimco, tog över och drev verksamheten några få år innan gruvan helt lades ned. År 2006 tog den indisktägda stålkoncernen Arcelor Mittal över koncessionen för Nimbamalmen, och har aviserat om återupptagande av gruvdrift.

### Arbetarstrejk
Omkring 15 000 svenskar arbetade för Lamco och projektet framhölls som ett framgångsrikt exempel på u-landssamarbete. År 1966 organiserades en vild strejk som skildrades i reportaget "Svart vecka i Nimba" i Sveriges Television av Roland Hjelte. Reportaget ledde till en diskussion i Sverige om bolagsledningens sätt att bemöta kritiken, och om förhållandena för fackligt arbete för de anställda. Filmen bröt mot den konventionella Afrikaskildringen och svenskarna i Liberia framställdes som kolonialtidens arvtagare.

## Verkställande direktörer

### Svenska Lamcosyndikatet
- 1957-1958 - Sture Linnér
- 1962-1963 - Bert Lindström
- 1963-???? - Erland Waldenström

### Lamco Monrovia
- 1958-1960 - Sture Linnér
- 1960-1963 - Åke Karlström